# 方標灰蝶屬
方標灰蝶屬（Lineblue，學名：Catopyrops）是灰蝶科眼灰蝶亞科中的一個屬。分佈在東洋界及澳新界。

## 物種

### 方標灰蝶種團
- 方標灰蝶 （Catopyrops ancyra） (Felder, 1860)
- 花方標灰蝶 （Catopyrops florinda） (Butler, 1877)
- 禮德方標灰蝶 （Catopyrops rita） (Grose-Smith, 1895)
- Catopyrops zyx Parsons, 1986

### 凱方標灰蝶種團
- Catopyrops holtra Parsons, 1986
- 凱方標灰蝶 （Catopyrops keiria） (Druce, 1891)
- Catopyrops nebulosa (Druce, 1892)

### 珂方標灰蝶種團
- 珂方標灰蝶 （Catopyrops kokopona） (Ribbe, 1899)